# Mainake
Mainake (griech.: Μαινάκη; latein.: Menace) war eine antike Kolonie der griechischen Stadt Phokaia. Sie lag nach Angabe Strabons (III,4,2) in Südspanien, jedoch ist die genaue Lage unbekannt.